# Österreichisches Biographisches Lexikon 1815–1950
Österreichisches Biographisches Lexikon 1815–1950 (ÖBL) er et østrigsk leksikon, som udgives af Österreichische Akademie der Wissenschaften. Det omfatter per 2010 12 bind og 61 rekvisita med hidtil mere end 16.000 biografier, og suppleres med Biographisches Lexikon des Kaiserthums Oesterreich, som behandler tidsrummet 1750–1850.

## Udgivne bind
- Bind 1 (Aarau Friedrich–Gläser Franz), 1957 (2. uændret oplag 1993). ISBN 3-7001-1327-7
- Bind 2 (Glaessner Arthur–Hübl Harald H.), 1959 (2. uændret oplag 1993). ISBN 3-7001-1328-5
- Bind 3 (Hübl Heinrich–Knoller Richard), 1965 (2. uændret oplag 1993). ISBN 3-7001-1329-3
- Bind 4 (Knolz Joseph J.–Lange Wilhelm), 1969 (2. uændret oplag 1993). ISBN 3-7001-2145-8
- Bind 5 (Lange v. Burgenkron Emil–[Maier] Simon Martin), 1972 (2. uændret oplag 1993). ISBN 3-7001-2146-6
- Bind 6 ([Maier] Stefan–Musger August), 1975. ISBN 3-7001-1332-3
- Bind 7 (Musić August–Petra-Petrescu Nicolae), 1978. ISBN 3-7001-2142-3
- Bind 8 (Petračić Franjo–Ražun Matej), 1983. ISBN 3-7001-0615-7
- Bind 9 (Rázus Martin–Savić Šarko), 1988. ISBN 3-7001-1483-4
- Bind 10 (Saviňek Slavko–Schobert Ernst), 1994 (2. uendret opplag 1999). ISBN 3-7001-2186-5
- Bind 11 (Schoblik Friedrich–[Schwarz] Ludwig Franz), 1999. ISBN 3-7001-2803-7
- Bind 12 ([Schwarz] Marie–Spannagel Rudolf), 2005. ISBN 3-7001-3580-7

- Bind 13 er under udarbejdelse, følgende rekvisita er blevet udgivet:
  - 59. rekvisita Spanner Anton Carl–Staudigl Oskar, 2007. ISBN 978-3-7001-3864-8
  - 60. rekvisita  Staudigl Oskar–Stich Ignaz 2008. ISBN 978-3-7001-6116-5
  - 61. rekvisita Stich Ignaz – Stratil František, 2009. ISBN 978-3-7001-6791-4